# August Messer
Wilhelm August Messer (Magúncia, 11 de febrer de 1867 - Rostock,11 de juliol de 1937), va ser un filòsof, psicòleg i pedagog alemany.

## Biografia
Estudià filosofia i història a les universitats d'Estrasburg i Heidelberg. Fou professor de l'Escola de Magisteri i d' educació secundària de Giessen. A la Universitat de Giessen es doctorà en filosofia i pedagogia.
L'any 1905 va experimentar una crisi religiosa que el portà a ser crític amb l'Església catòlica arran de la condemna per part de la Santa Seu de corrents filosòfics i epistemològics que es van donar en el traspàs del segle xix al XX agrupats sota el terme de Modernisme. El 1910 esdevingué professor ordinari de filosofia i pedagogia a la Universitat de Giessen, on va succeir a Karl Groos.
S'implicà en l'àmbit de l'educació en el lleure. Va donar suport activament al moviment de la Jove Alemanya Lliure com a comunitat d'opinió i es va oposar a la radicalització política, especialment durant la revolució de 1918 i 1919. Durant la República de Weimar fomentà l'educació d'adults basada en una didàctica renovada. El 1932 va demanar per escrit a Adolf Hitler que renunciés a la seva candidatura a la presidència per tal de possibilitar una renovació moral a Alemanya. Fet que, en arribar el nazisme al poder, li comportà la seva destitució de la funció pública el 1933.

## Religió
La qüestió religiosa fou des de la seva joventut un interès central per a Messer. Un tema estretament enllaçat amb les qüestions ètiques i axiològiques. La seva crisi religiosa lluny de menar-lo vers el camp naturalista, el portà el que ha anomenà com un "idealisme ètic". Aquest no sols és per a Messer una solució moral, sinó també la fonamentació última de tota activitat de coneixement.
Messer va ser un dels destacats intel·lectuals del corrent renovador del catolicisme alemany. En aquesta línia cal situar el seu llibre Katholisches und modernes Denken. Ein Gedankenaustausch über Gotteserkenntnis und Sittlichkeit publicat el 1924 amb el jesuïta Max Pribilla on plantejaven un diàleg entre el pensament catòlic i el pensament modern.

## Pedagogia
August Messer assenyala que la pedagogia és dependent de la cosmovisió de cada època. Veu la pedagogia estretament lligada a la filosofia. L'objectiu primordial de l'educació és la formació moral basada en l'amor i la justícia. L'educació forma part de la cultura i s'ha d'adreçar a formar als joves com a persones independents i compromeses amb la societat. La vida espiritual pròpia és el fet essencial, viscuda de forma harmònica amb la dels altres.
Creu que la cultura i l'educació renovada és el problema més important que han d'abordar les nacions i els estats per a la millora de la humanitat.

## Filosofia
Proposa Messer tenir una visió realista del kantisme. Ja que el realisme crític pot solucionar els reptes més grans de la teoria del coneixement sense necessitat de dissoldre'ls o en un psicologisme extrem immanentista o en un exagerat formalisme (sigui de naturalesa lògica o metafísica). Tot aproximant-se als procediments de l'anàlisi fenomenològica, no només en l'estricte sentit de Husserl, sinó en un sentit més ampli, com a examen de les formes i estructures en què es dona el procés de conèixer i de la seva relació amb el que coneix.
Procura relacionar la fenomenologia amb l'anàlisi psicològica i, per tant, interpretant el mètode fenomenològic en un sentit "realista".

## Recepció
El filòsof i pedagog Joaquim Xirau i Palau fou un dels més destacats introductors del pensament de Messer a l'àmbit cultural català. L'interès pel pensador alemany el compartia amb Ortega y Gasset. Xirau mateix traduí, el 1929, Filosofía y educación d’August Messer, El 1927 la barcelonina Editorial Labor publicava Philosophische Grundlegung der Pädagogik traduït com a Fundamentos filosóficos de la Pedagogía per Josep Rovira i Ermengol. Llibre que veuria una segona edició el 1933. També Labor edità la Historia de la Pedagogía (Geschichte der Pädagogik) traduït per M. Sànchez Sarto que veié la seva tercera edició el 1933.

## Obres
- Katholische Studenten. Stuttgart; Greiner & Pfeiffer, 1905. (Novel·la publicada sota el pseudònim d'August Friedwalt)
- Empfindung und Denken. Leipzig: Quellei Meyer, 1908.
- Einführung in die Erkenntnistheorie. Leipzig: Meiner, 1909
- Geschichte der Philosophie im Altertum und Mittelalter. Leipzig: Quellei Meyer 1912
- Geschichte der Philosophie vom Beginn der Neuzeit bis zum Ende des 18. Jahrhunderts.Leipzig: Quellei Meyer 1912;
- Geschichte der Philosophie vom Beginn des 19. Jahrhunderts bis zur Gegenwart. Leipzig: Quellei Meyer 1913.
- Die Philosophie der Gegenwart. Leipzig: Quellei Meyer 1916..
- Kommentar zu Kants Kritik der reinen Vernunft.Stuttgart: Strecker i Schröder, 1922.
- Der kritische Realismus. Braun, Karlsruhe 1923
- Oswald Spengler als Philosoph. Stuttgart:Verlag von Strecker und Schröder, 1924
- Geschichte der Pädagogik. 3 volums. Breslau: Hirt, 1925;
- Psychologie. Stuttgar: Deutsche Verlagsanstalt, 1914;
- Einführung in die Psychologie und die psychologischen Richtungen der Gegenwart. Leipzig: Meiner 1927.
- Sexualethik. Volksverband der Bücherfreunde. Berlín: Wegweiser-Verlag, 1931